# Desulfurococcus
A Desulfurococcus egy Archaea nem a Desulfurococcaceae családban. Az archeák – ősbaktériumok – egysejtű, sejtmag nélküli prokarióta szervezetek. Öt faja van. Fajai: D. amylolyticus, D. fermentans, D. mobilis, D. mucosus, D. saccharovorans.